# Schloss Hovestadt

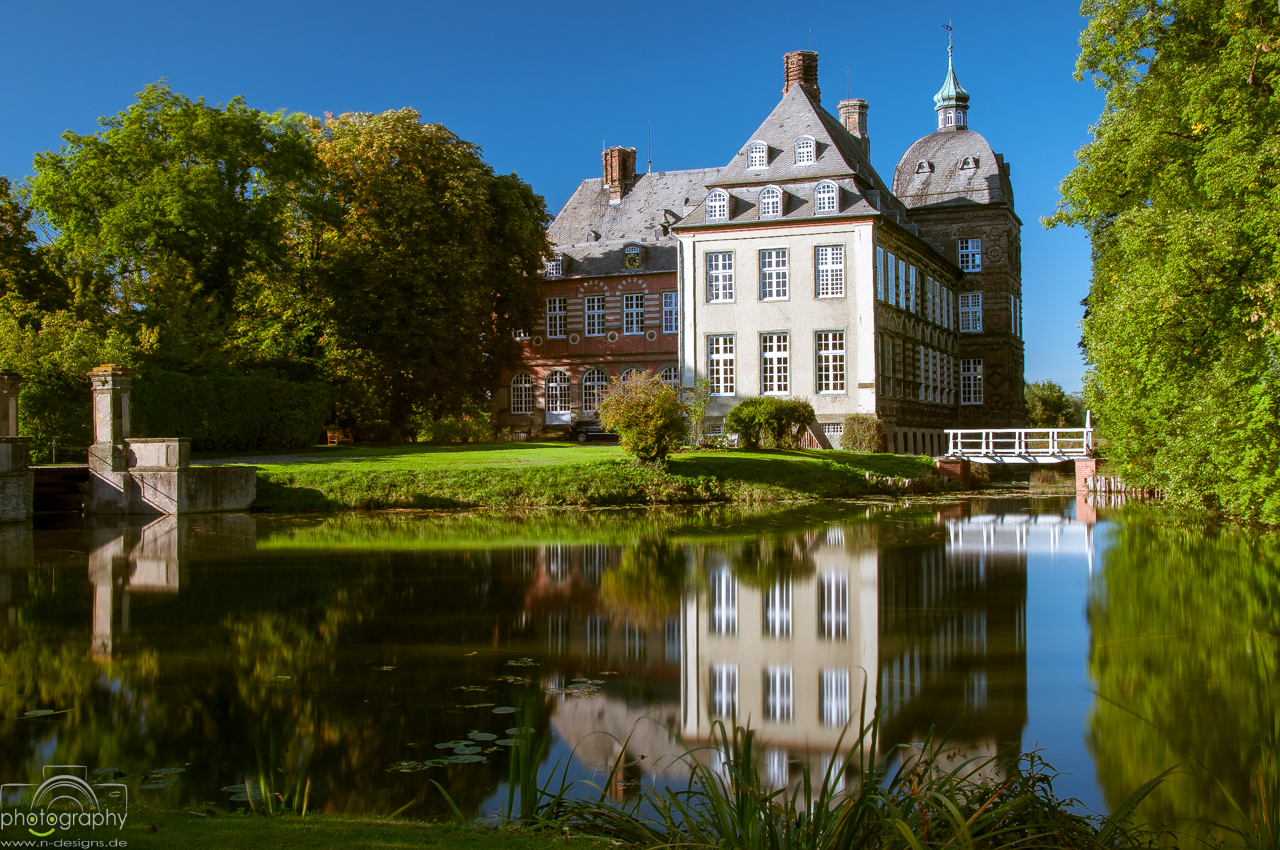
Schloss Hovestadt von Süden aus gesehen

Schloss Hovestadt, auch Haus Hovestadt genannt, liegt in der Gemeinde Lippetal im Kreis Soest. Es geht zurück auf einen Rittersitz, der später zu einer Burg ausgebaut wurde. Die heutige Anlage wurde als Wasserschloss Ende des 16. Jahrhunderts im Stil der Lipperenaissance errichtet. Im 18. Jahrhundert fügte Johann Conrad Schlaun insbesondere in der Vorburg Barockelemente hinzu.

## Geschichte

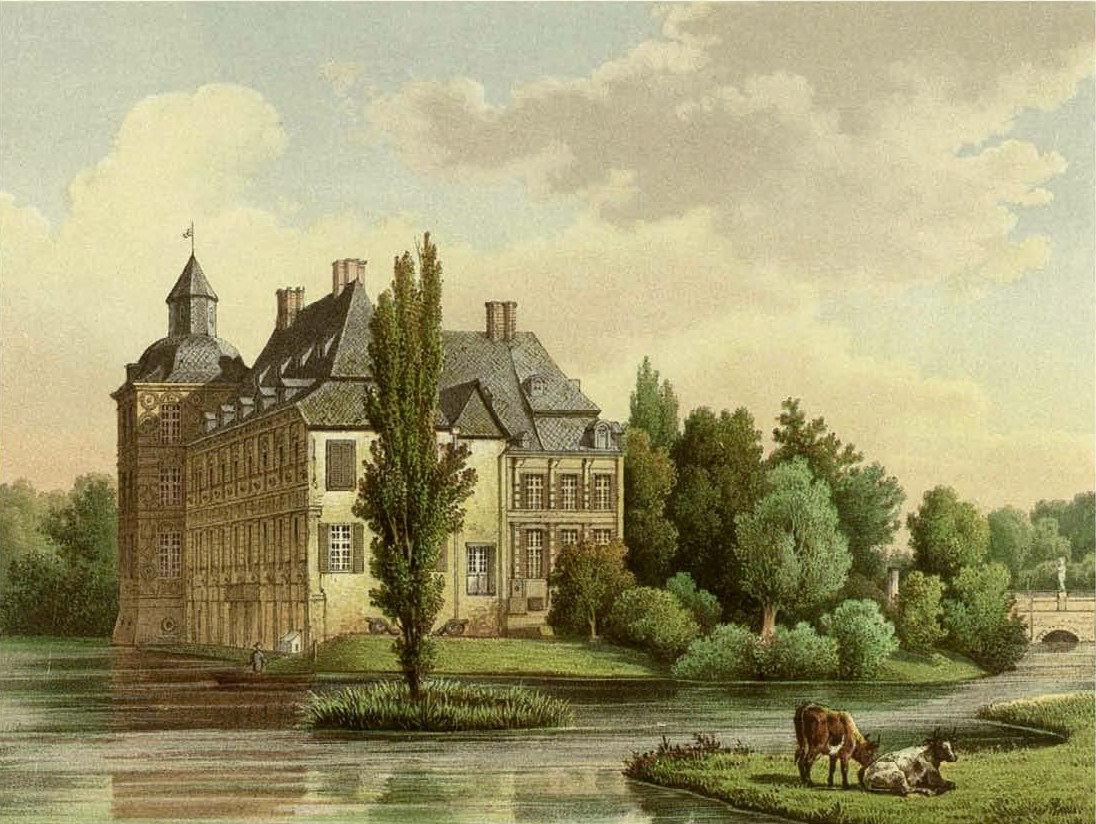
Schloss Hovestadt um 1860, Sammlung Alexander Duncker

Im Jahr 1152 wurde in Hovestadt erstmals ein Rittersitz eines Dietrich von Hovestadt erwähnt. Die Kölner Erzbischöfe, die in diesem Teil Westfalens territoriale Interessen verfolgten, ließen hier eine Burg zum Schutz des Lippeübergangs anlegen. Gerichtet war die Burg vor allem gegen die Bischöfe von Münster, aber auch gegen die Grafschaft Arnsberg, die Grafschaft Mark sowie die Edelherren von der Lippe. Die Burg wurde um 1276 fertiggestellt. Sie bot einem Drosten und 20 Burgmannen sowie deren Familien Raum. Burg Hovestadt wurde mehrmals – so 1303 und 1346 – zerstört. Danach wurde sie stets wiederaufgebaut. Während der Soester Fehde von 1444 bis 1449 hatte sie strategische Bedeutung für Erzbischof Dietrich II. von Moers. Im Jahr 1483 kamen die Burg und das Amt Hovestadt als Pfand an Godert Ketteler. Es blieb auch weiterhin in der Familie Ketteler. Goswin von Ketteler ließ die Burg zwischen 1563 und 1572 zu einem Schloss umbauen.
Die Linie Hovestadt derer von Ketteler starb im 17. Jahrhundert aus, und der Besitz kam 1649 an die Freiherren von Heiden zu Schönrath und Boke. Im Jahr 1710 erwarb Freiherr – später Graf – Friedrich Bernhard Wilhelm von Plettenberg-Lenhausen den Besitz. Die Familie von Plettenberg-Lenhausen verlegte ihren Hauptsitz von Schloss Lenhausen nach Hovestadt. Damit begann auch eine neue Bautätigkeit. Bis heute werden beide Schlösser von Zweigen der Grafen von Plettenberg bewohnt.

## Anlage
Der Hauptbaumeister des Schlosses war der aus Holland stammende Baumeister Laurenz von Brachum. Hinzu kamen weitere Handwerker und Künstler.

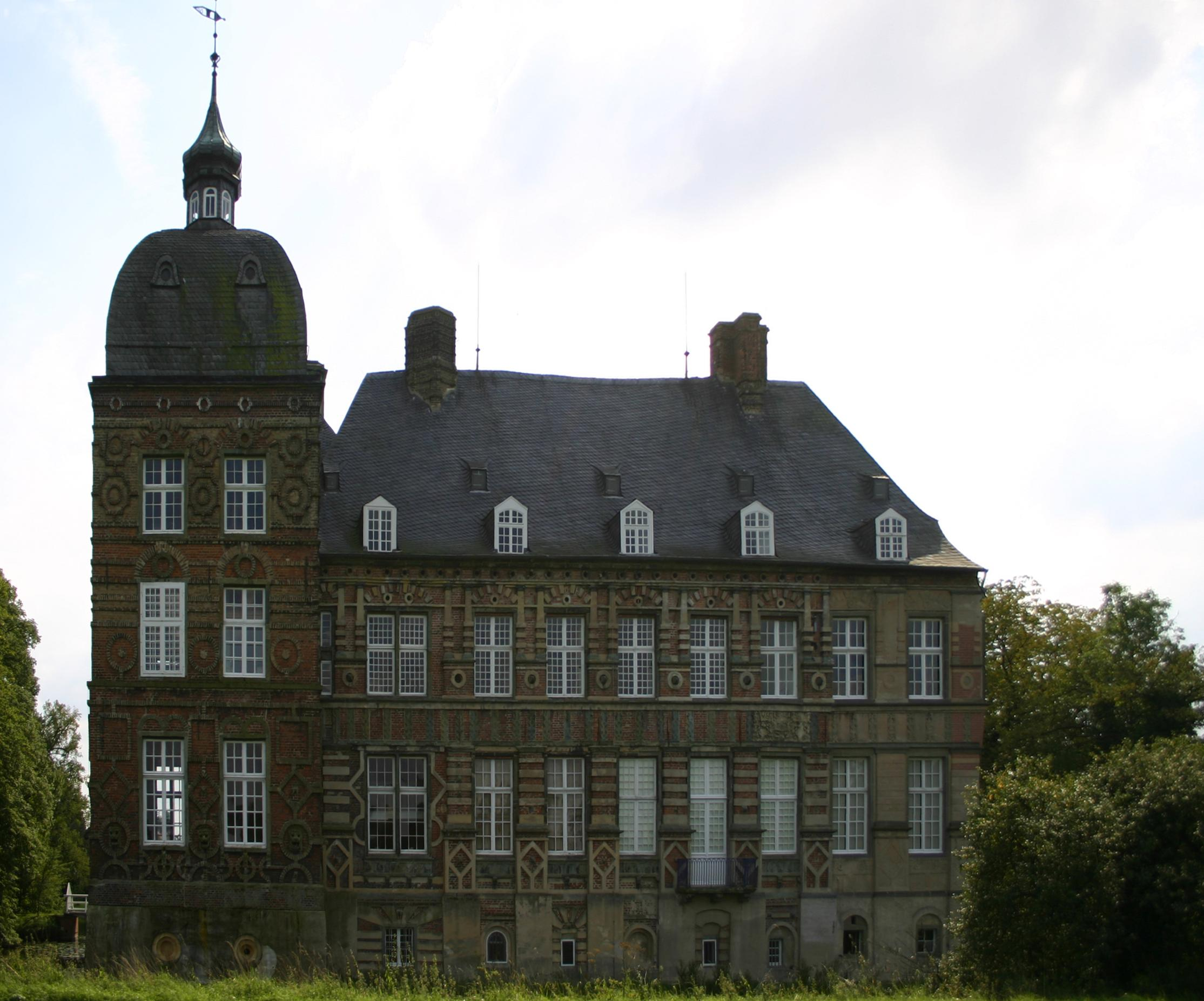
Schloss Hovestadt von Norden aus gesehen

Geplant war das Haupthaus von Hovestadt als zweigeschossige Vierflügelanlage. Gebaut wurden allerdings nur der Nord- und Ostflügel. Beide wurden über einem hohen Kellergeschoss errichtet und haben ein Walmdach mit Gauben und Zwerggauben. Auf dem Dachfirst befinden sich zudem verzierte Schornsteine. Die Fassade ist im Stil des Manierismus teilweise mit vielfältigem Bauschmuck versehen. Zu den Dekorationen aus Ziegeln an den Wasserfronten gehören Kreise, Rauten, Bänder und Löwenköpfe. An den übrigen Fassaden wurde Zierrat dagegen nur sparsam eingesetzt. Im Inneren existieren noch reiche Stuckarbeiten, die Antonio Rizzo zugeschrieben werden. Am Schnittpunkt beider Flügel befindet sich ein dreigeschossiger Turm. Dieser besitzt eine geschwungene Haube mit einer Laterne auf der Spitze.
Das Schloss ist eine von Gräften umgebene Zwei-Insel-Anlage, zu der auch ein Teich gehört. Zugang zum Schloss gewährt eine Steinbrücke.
Nach dem Übergang an die Familie Plettenberg-Lenhausen nahm Johann Conrad Schlaun 1733 erste Restaurierungsmaßnahmen und Umbauten vor. Dazu zählt die Umgestaltung der Wirtschaftsgebäude in der Vorburg im Stil des Barock. In der Vorburg befinden sich eingeschossige Wirtschaftsgebäude. Auch die Torhäuser stammen von ihm. In der Mitte befindet sich eine Kastanienallee, die auf die Brücke zum Schloss zuläuft.
Besonders bemerkenswert ist am Ende einer Orangerie die Schlosskapelle mit illusionistischen Wandmalereien; sie wurde 1733 mit den anderen Vorgebäuden errichtet und war der Gottesmutter Maria geweiht. Die Seelsorge lag von 1767 bis 1838 bei den Franziskanern, die in Hovestadt in dieser Zeit eine Residenz besaßen. Anschließend waren von der Familie als „Hausgeistliche“ berufene Weltgeistliche die Seelsorger, bis 1933 die Pfarrkirche Sankt Albertus Magnus errichtet wurde. Seit 2000 finden wieder regelmäßig Gottesdienste in der Marienkapelle statt.

## Park
Zum Schloss gehört auch eine Parkanlage im französischen Stil aus der Mitte des 18. Jahrhunderts, deren Pläne teilweise von Clemens August von Vagedes stammten. Der Park wurde in den 1990er Jahren rekonstruiert, umfasst auch ein in Westfalen einzigartiges Heckentheater und ist eine Station des European Garden Heritage Network, des Europäischen Gartennetzwerks.
Die Gesamtanlage aus Schloss, Vorburg und Park ist von einer Gräfte umgeben.